# Acta Arithmetica

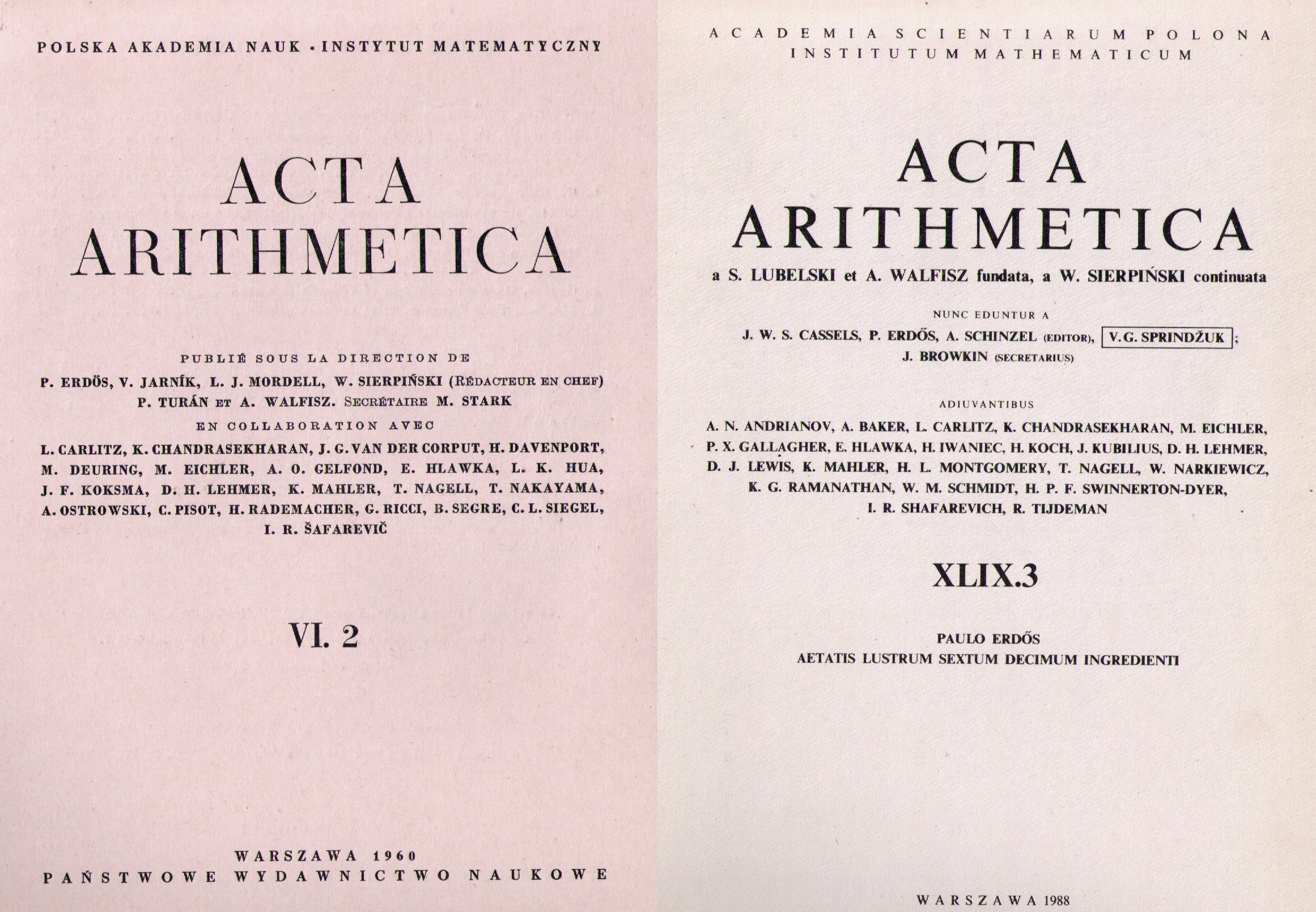
Titelblätter von Band 6 (2), 1960, und von Band 49 (3), 1988, Paul Erdős gewidmet (zu seinem 75. Geburtstag)

Acta Arithmetica ist eine mathematische Wissenschaftliche Fachzeitschrift mit zahlentheoretischem Schwerpunkt.
Sie wurde 1935 von den polnischen Mathematikern Arnold Walfisz und Salomon Lubelski gegründet und in Warschau herausgegeben. Es gab in der Zeit von 1935 bis 1939 drei Bände der Zeitschrift. Seit dem vierten Band im Jahr 1958 erscheint die Zeitschrift regelmäßig bis heute (Stand 2014, heute 4 Bände pro Jahr) und wird vom Mathematik-Institut der Polnischen Akademie der Wissenschaften betreut. Der Herausgeber in der Zeit von 1956 bis 1969 war Wacław Sierpiński (bis 1962 zusammen mit Arnold Walfisz). In Acta Arithmetica erscheinen Artikel auf Deutsch, Russisch, Französisch und Englisch, wobei Englisch in den letzten Jahrzehnten vorherrscht.
Der Impact Factor der Zeitschrift lag 2012 bei 0,472. In der Statistik des ISI Web of Knowledge belegte die Zeitschrift Rang 193 von 295 betrachteten Journals in der Kategorie Mathematik.